# Айкинит
Айкинит — минерал.
1) Висмутовый сульфид свинца и меди цепочечного строения состава PbCuBiS3. Открыт в 1843 году и назван в честь английского минералога Артура Эйкина (1773—1854).
Содержит (%): Pb — 35,98; Cu — 11,03; Bi — 36,29; S — 16,70. Сингония ромбическая. Кристаллы призматические до игольчатых. Спайность несовершенная. Плотность — 7,7 г/см3. Твёрдость — 2-2,5. Цвет свинцово-серый. Черта серовато-черная, блестящая. Непрозрачный. Блеск металлический. Анизотропный.
Встречается в гидротермальных кварцевых и рудных жилах вместе с пиритом, халькопиритом, блеклыми рудами, галенитом и другими минералами. Редкий. Типовое местонахождение — в Свердловской области.
2) Псевдоморфоза вольфрамитов по шеелиту (устаревший термин).